# Заитово (Архангельский район)
Заитово, Заитово  (Заhит) — деревня в Краснозилимском сельсовете Архангельского района Республики Башкортостан России.

## История
Название происходит от личного имени Зәйет/Заһит 

## Население
| 2002 | 2009 | 2010 |
| ---- | ---- | ---- |
| 289  | ↗323 | ↘238 |

Национальный состав
Согласно переписи 2002 года, преобладающие национальности — башкиры (52 %), татары (46 %).

## Географическое положение
Расстояние до:
- районного центра (Архангельское): 15 км,
- центра сельсовета (Красный Зилим): 8 км,
- ближайшей железнодорожной станции (Приуралье): 18 км.